# Denis François
Denis François, né en 1761 à Meaux et mort le 21 octobre 1789 à Paris, est un boulanger français. Sa mort conduit l'Assemblée nationale constituante à décréter la loi martiale.

## Biographie
Denis François naît en 1761 à Meaux. Il est le fils d'un marchand de farine. Le 5 juillet 1787, il loue une boutique pour s'installer comme boulanger. Le 19 octobre 1787, il est enregistré dans la communauté des maîtres boulangers de Paris. Le 1er avril 1788, il épouse Marie-Claude Berne, née à Créteil. Ensemble, ils ont un fils, André Denis François, né le 22 janvier 1789.
Le 21 octobre 1789, une femme n'ayant pu acheter du pain demande à visiter sa boutique afin de s'assurer qu'il n'y en avait pas caché. Le boulanger l'invite lui-même à chercher partout. Elle trouve trois pains de 4 livres — dont un rassis — et un de 12 livres. Elle sort de la boutique avec l'un des pains de 4 livres et dit que le boulanger en a caché plusieurs. La foule force la garde qui protège l'entrée de la boutique et l'envahit. Elle y trouve les autres pains — les deux restants de 4 livres et celui de 12 livres — ainsi qu'un pain de 2 livres et environ dix douzaines de petits pains frais. La foule s'empare du boulanger qui demande à être conduit au siège du district. Les officiers de celui-ci le conduisent à l'hôtel de ville. Mais la foule l'arrache à la garde et l'amène place de Grève. Là, il est pendu à une lanterne. Juste après, un homme le décapite avec son sabre qu'il essuie sur la chemise du boulanger. Sa tête est ensuite placée au bout d'une pique. Sa veuve, alors enceinte, est contrainte d'embrasser la tête de son mari avant de perdre connaissance. La pique supportant la tête du boulanger est ensuite portée par quelques hommes à travers la ville. Ils l'utilisent pour effrayer deux dames nobles et leur soutirer de l'argent.
Le 27 octobre 1789, les funérailles du boulanger sont célébrées et il est inhumé dans l'église de la Madeleine-en-la-Cité.